# زفاف قسري

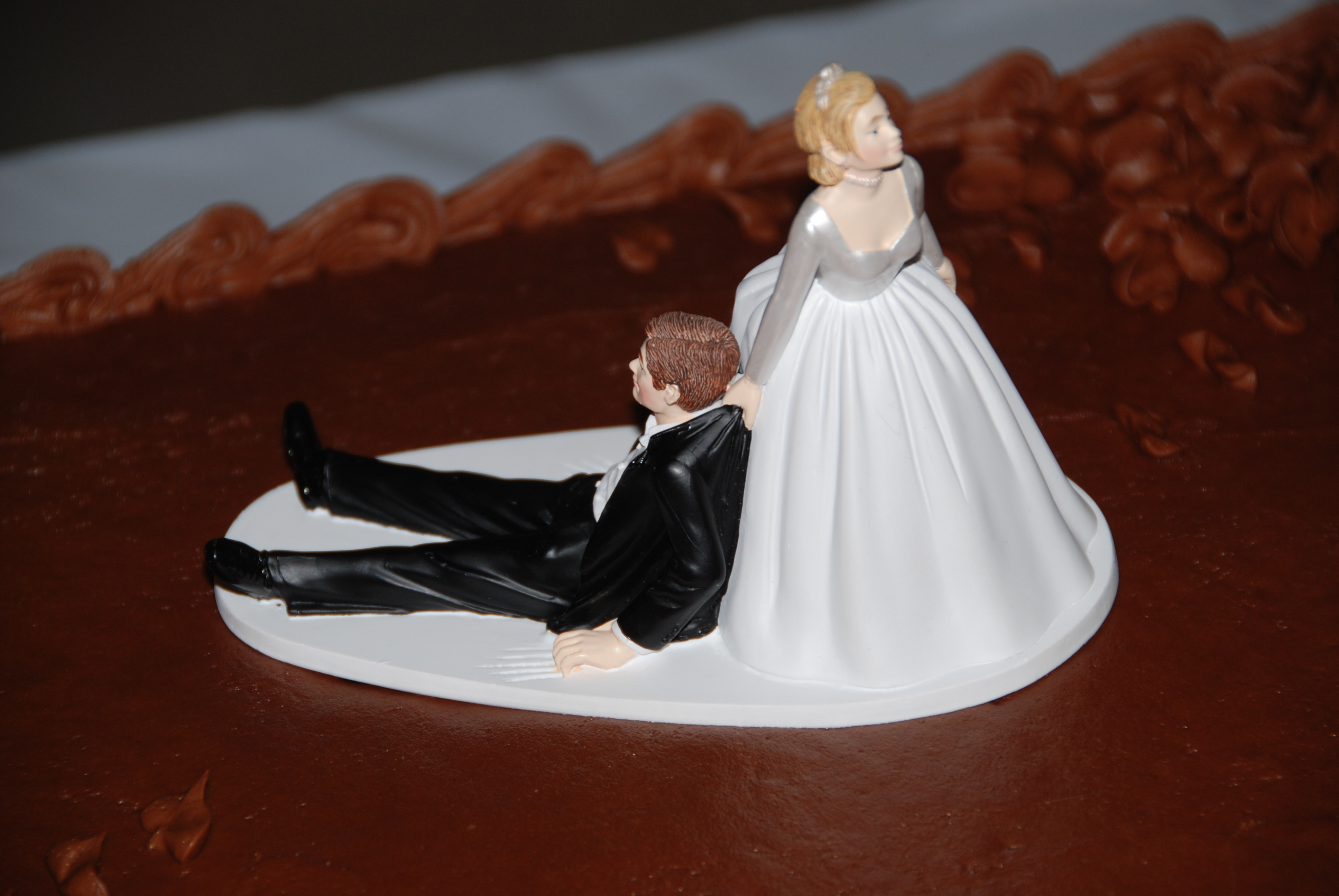

هو زواج بالإكراه ويتم ترتيب حفل الزفاف لتجنب الحرج بسبب ممارسة الجنس قبل الزواج والذي ربما يؤدي إلى الحمل غير المقصود، وليس من رغبة المشاركين. العبارة عبارة عن عامية عامية أمريكية  على الرغم من أنها تستخدم أيضًا في أجزاء أخرى من العالم، استنادًا إلى سيناريو من المفترض أن يلجأ والد العروس الحامل إلى استخدام الإكراه، مثل تهديد العريس المتردّد. مع بندقية، لضمان أن يتابع من خلال حفل الزفاف.
مفهوم زفاف البندقية يعود إلى آلاف السنين. كتاب سفر التثنية ينص على قانون يحكم الجنس قبل الزواج، إذا قام رجل باغتصاب عذراء لم يتم التعهد بالزواج وتم القبض عليه، يجب على الرجل أن يدفع ثمن العروس (50 شيكل)، ويأخذها زوجته، ولا يجوز لها مطلقًا أن تطلقها، وإلا تعرضها للرجم حتى الموت.
إن استخدام الإكراه أو الإكراه العنيف على الزواج لم يعد شائعاً في الولايات المتحدة، على الرغم من أن العديد من القصص القصصية والأغاني الشعبية تسجل حالات مثل هذا الإكراه في أمريكا في القرنين الثامن عشر والتاسع عشر. [بحاجة لمصدر] غالباً ما يقوم زوجان بترتيب حفل زفاف من دون تشجيع خارجي واضح، وتعتبر بعض التعاليم الدينية ضرورة أخلاقية للزواج في تلك الحالة.
غرض واحد من مثل هذا الزفاف يمكن أن يكون اللجوء من الرجل لعمل التشريب؛ سبب آخر هو محاولة التأكد من أن الطفل يتم رفعه من قبل كلا الوالدين. في بعض الحالات، كما في أوائل أمريكا والشرق الأوسط، كان الهدف الرئيسي هو استعادة الشرف الاجتماعي للأم. هذه الممارسة هي طريقة ثغرة لمنع ولادة الأطفال غير الشرعيين قانونيا، أو إذا كان الزواج يحدث في وقت مبكر بما فيه الكفاية، لإخفاء هذا الحمل يحدث قبل الزواج. في بعض المجتمعات، يمكن أن تكون الوصمة المرتبطة بالحمل خارج نطاق الزوجية هائلة، والوسائل القسرية (على الرغم من الدفاع القانوني عن التأثير غير المبرر) للحصول على حق الانتصاف غالباً ما ينظر إليها على أنها «حق» الوالد المحتمل، وإن كان غير تقليدي، حدث قادم للعمر من أجل الأب الشاب ليكون.
أصبحت هذه الظاهرة أقل شيوعًا (في العالم الغربي على الأقل) حيث انخفضت الوصمة المرتبطة بالولادات خارج نطاق الزواج وتزايد عدد هذه الولادات [بحاجة لمصدر]. كما أدى التحكم الفعال في النسل والإجهاض القانوني إلى انخفاض عدد حالات الحمل غير المخطط لها التي يتم إجراؤها على المدى الطويل. ومع ذلك، فإن الزواج الذي يحدث عندما تكون العروس حاملاً، حتى عندما لا توجد أسرة أو ضغوط اجتماعية معنية، لا يزال يشار إليه أحيانًا باسم «زفاف البندقية».

## في شرق آسيا
في اليابان، ظهر المصطلح العامي Dekichatta kekkon (出来 ち ゃ っ た 結婚)، أو Dekikon (デ キ コ ン) باختصار، في أواخر التسعينات. يمكن ترجمة المصطلح حرفيًا باسم "oops-we-did-it-marriage"، مما يعني حدوث حمل غير مقصود. ومن المشاهير البارزين في هذه الزيجات: ناميه أمورو، يوكو أوجينومي، هيتومي فورويا، أمي سوزوكي، كاوري إييدا، نوزومي تسوجي، آنا تسوتشيا، ميسا كوروكي، ليا ديزون، ميلودي ميوكي إيشيكاوا، ريزا ناكا، ري ميازاوا وإيمي تاكي] ربع من العرائس اليابانيات يحملن في وقت زفافهن، وفقا لوزارة العمل والرعاية الاجتماعية  والحمل هو أحد الدوافع الأكثر شيوعا للزواج لقد ألهم المظهر الجانبي لمشكلة ديكيتشا-كون وإلهامها في صناعة الزفاف في اليابان لتقديم عبارة أكثر اعتدالًا، مثل sazukari-kon (授 か り 婚 ، الزفاف المبارك).
في الصين، يعني المصطلح 奉 子 成婚 pinyin: Fèngzǐchénghūn ، حرفياً: «متزوج بأمر من الطفل» أن الزوجين تزوجا لأن الحمل حدث خارج الزواج. هو عبارة عن لعبة الكلمات على 奉旨 成婚 ، وضوحا Fengzhichenghun ويشير إلى أن تتم الموافقة على حفل زفاف من قبل المرسوم الإمبراطوري. أصبحت شائعة بشكل متزايد بين جيل الشباب في الصين. ومع ذلك، في نفس الفئة العمرية، هناك اعتراض ونقد لمثل هذه الممارسة
في كوريا، يشير المصطلح العاملي "Sok 위반" سوكسديباكان "(بمعنى الكلمة" السرعة فوق الحد ") إلى الحالة التي يسبق الحمل فيها الزواج.
في فيتنام، غالباً ما يستخدم مصطلح BACC sĩ bảo cưới" (بالمعنى الحرفي "لأن الطبيب قال ذلك") مع نية روحية.